# Чупаево (Альметьевский район)
Чупа́ево (тат. Чупай) — село в Альметьевском районе Республики Татарстан, в составе Маметьевского сельского поселения.

## История
В «Списке населенных мест по сведениям 1859 года», изданном в 1864 году, населённый пункт упомянут как казённая и башкирская деревня Чупаева 1-го стана Бугульминского уезда Самарской губернии. Располагалась при речке Кичуе, по левую сторону Казанского почтового тракта из Бугульмы в Чистое Поле, в 65 верстах от уездного города Бугульмы и в 18 верстах от становой квартиры в казённой и башкирской деревне Альметева (Альметь-муллина). В деревне в 56 дворах жили 695 человек (338 мужчин и 357 женщин). Была мечеть.

## Население
| 1747 | 1762 | 1811 | 1850 | 1859 | 1889 | 1897 | 1910 | 1920 | 1926 | 1938 | 1949 | 1958 | 1970 | 1979 | 1989 | 2002 | 2010 | 2015 |
| ---- | ---- | ---- | ---- | ---- | ---- | ---- | ---- | ---- | ---- | ---- | ---- | ---- | ---- | ---- | ---- | ---- | ---- | ---- |
| 49   | 67   | 164  | 588  | 695  | 1040 | 1010 | 1118 | 1241 | 922  | 998  | 952  | 1098 | 1268 | 762  | 606  | 634  | 729  | 818  |

Национальный состав села: татары.